# Stenoproctus nepalensis
Stenoproctus nepalensis är en tvåvingeart som beskrevs av Smith 1965. Stenoproctus nepalensis ingår i släktet Stenoproctus och familjen puckeldansflugor.
Artens utbredningsområde är Nepal. Inga underarter finns listade i Catalogue of Life.